# Provincia de São Paulo
La provincia de São Paulo (en portugués: província de São Paulo) fue una unidad administrativa y territorial del Imperio del Brasil desde el 28 de febrero de 1821, creada a partir de la capitanía de São Paulo. Luego de la proclamación de la República el 15 de noviembre de 1889 pasó a convertirse en el actual estado de São Paulo.

## Historia

### Ciclo del oro, decadencia y restauración de la capitanía

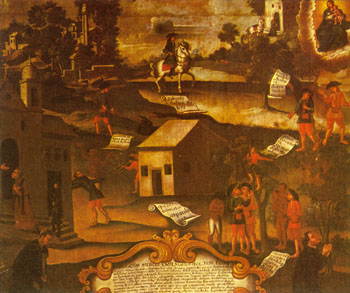
Representación de la guerra de los Emboabas.

A finales del siglo XVII, los bandeirantes paulistas descubrieron oro en la región de Rio das Mortes, cerca de la actual São João del-Rei. El descubrimiento de grandes yacimientos de oro provocó una gran migración hacia Minas Gerais, como eran llamabas en aquella época los numerosos yacimientos descubiertos por los exploradores procedentes tanto de São Paulo como de otras partes de la colonia. Como descubridores de las minas, los paulistas exigieron exclusividad en la explotación del oro, pero fueron derrotados en 1710 al final de la guerra de los Emboabas, perdiendo el control de Minas Gerais, que se convirtió en capitanía autónoma en 1721. El oro extraído de Minas Gerais sería exportado a través de Río de Janeiro.
El éxodo hacia Minas Gerais llevó a la decadencia económica en la capitanía, y durante todo el siglo XVIII esta fue perdiendo territorio y dinamismo económico hasta ser anexada en 1748 a la capitanía de Río de Janeiro. Así, poco antes de ser unida a Río de Janeiro, São Paulo perdió territorio tras la creación de la capitanía de Goiás y la de Mato Grosso. Estos dos entidades corresponden hoy a los estados de Mato Grosso del Sur, Mato Grosso, Rondonia, Goiás, Tocantins, el Distrito Federal y el Triángulo Minero.
En 1765, tras los esfuerzos de Luís António de Sousa Botelho Mourão fue restituida la capitanía de São Paulo y este promovió  una política de fomento de la producción de azúcar para garantizar el sustento de la misma. La capitanía fue restaurada con alrededor de un tercio de su territorio original, comprendiendo solamente los actuales estados de São Paulo, Paraná y porciones de Santa Catarina. Sousa Botelho creó la villa de Lages y Campo Mourão para la defensa de la capitanía. Fueron fundados otros pueblos, como Campinas y Piracicaba, hecho que no ocurría desde principios del siglo XVIII.
La capitanía de São Paulo ganó peso político en la época de la independencia del Brasil, especialmente por la figura de José Bonifacio, natural de Santos, y el 7 de septiembre de 1822, se proclamó la independencia en las orillas del arroyo Ipiranga, en São Paulo, por Don Pedro I. En 1821, la capitanía se convirtió en provincia. En 1853, se crea la provincia de Paraná, y São Paulo perdió territorio por última vez, quedando en esa fecha con su territorio actual.

### Ciclo del café

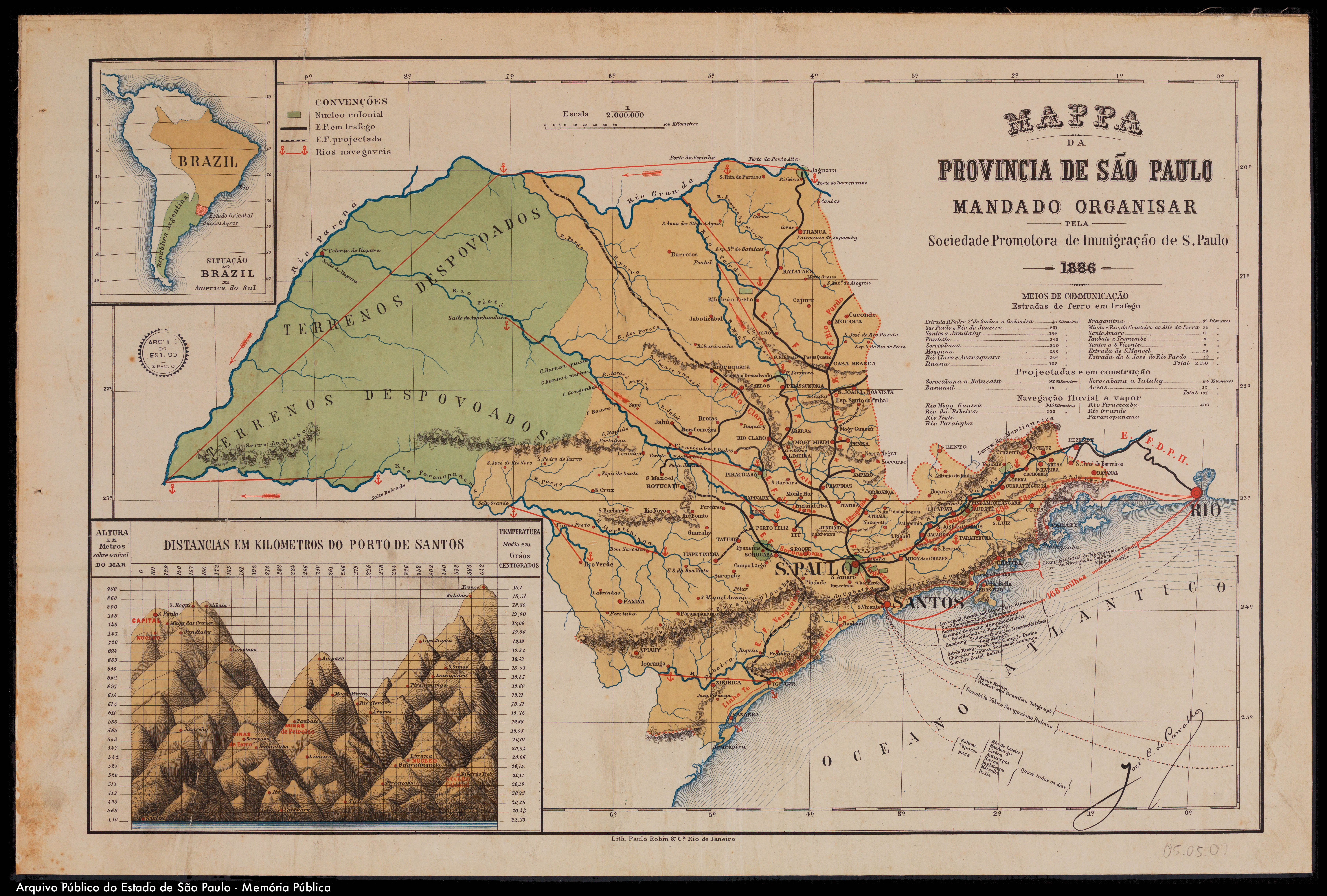
Mapa de la provincia en 1886.

En 1817, se fundó la primera finca de café en São Paulo, en la cuenca del río Paraíba do Sul, y, después de la independencia del Brasil, el cultivo de café ganó fuerza en las tierras de la región del valle del Paraíba, enriqueciendo a ciudades como Guaratinguetá, Bananal, Lorena, y Pindamonhangaba y Taubaté. El valle se enriqueció rápidamente, generando una oligarquía rural, pero el resto de la provincia siguió dependiendo de la caña de azúcar y el comercio que se estaba estableciendo en la ciudad de São Paulo, impulsada por la fundación de una Facultad de Derecho en 1827.
Sin embargo, el agotamiento de los suelos del valle del Paraíba y las crecientes dificultades impuestas por el régimen esclavista condujeron a la disminución del cultivo del café a partir de 1860 y el valle quedó vacío económicamente, mientras que el cultivo de café migró hacia el oeste de la provincia, en sustitución del cultivo de la caña de azúcar, dando lugar a grandes cambios económicos y sociales. La prohibición del comercio de esclavos en 1850 llevó a la necesidad de buscar nuevas formas de trabajo y la inmigración de europeos fue incentivada por los gobiernos imperial y provincial. El flujo de grano se realizaba a través del puerto de Santos, que condujo a la creación del primer ferrocarril de São Paulo, el São Paulo Railway, inaugurado en 1867, que unía Santos y Jundiaí, pasando por São Paulo, por lo cual empezó a convertirse en un importante punto comercial entre la costa y el interior cafetero. El café fue introduciéndose poco a poco en el oeste de São Paulo; en 1870, la penetración cafetera encontró tierras rojas fértiles propicias para el cultivo al noreste de la provincia, donde surgieron las mayores y más productivas fincas de café en el mundo. Tras las nuevas tierras para el café, los exploradores se adentraron en el cuadrilátero hasta ahora desconocido entre la Sierra de Botucatu y los ríos Paraná, Tietê y Paranapanema a finales del siglo XIX y principios del siglo XX. El sur de São Paulo (el valle de Ribeira Valley y la región de Itapeva) no atrajeron el cultivo de café y sufrieron con las disputas entre São Paulo y Paraná, estando por tanto al margen del desarrollo del resto de la provincia, por lo que es, hasta hoy, la región más pobre del territorio estatal.
El enriquecimiento causado por el café y la llegada constante de italianos, portugueses, españoles y árabes a la provincia, y el desarrollo de una gran red ferroviaria, llevar la prosperidad a São Paulo.

## Demografía
La población de la provincia era de poco más de 200 000 habitantes en el período inmediato de la independencia del Brasil, alcanzando a tener 1 221 394 en 1886, cerca del final del Imperio. Durante los casi 70 años de su duración, la provincia de São Paulo fue marcado por varios procesos que modificaron sus características demográficas. Hubo, durante la primera mitad del siglo, un aumento en la población de origen africano a través de la trata de esclavos, que duró hasta su prohibición en 1850, pasando luego a importar esclavos de otras provincias del Imperio. Con la prohibición de la esclavitud y leyes sucesivas que siguieron a lo largo de décadas, cada vez más los agricultores llegaron a depender de la mano de obra inmigrante, con el objetivo de superar la falta de brazos para la cosecha, haciendo que la población extranjera aumentara desde la década de 1850. Sin embargo, este proceso fue lento porque el número de inmigrantes que entró al territorio de la provincia pasaba de mil al año. Esto sólo cambió de la década de 1880, en los últimos años de la provincia, especialmente en el trienio 1887/88/89, estando caracterizado por la inmigración masiva, especialmente de italianos.
| Areias                           | 5 098   | 41,9 | 5 363  | 44,1 | 1 685  | 13,8  | 12 146  |
| Atibaia                          | 3 991   | 50,5 | 1 552  | 19,6 | 2 357  | 29,8  | 7 900   |
| Bragança                         | 8 488   | 62,3 | 1 894  | 13,9 | 3 221  | 23,6  | 13 603  |
| Cananéia                         | 213     | 15,0 | 535    | 37,7 | 669    | 47,2  | 1 417   |
| Conceição de Itanhaém            | 212     | 21,5 | 35     | 3,56 | 735    | 74,8  | 982     |
| Constituição                     | 4 149   | 49,9 | 3 058  | 36,8 | 1 093  | 13,1  | 8.300   |
| Cunha                            | 1 181   | 36,9 | 1 379  | 43,2 | 632    | 19,7  | 3.192   |
| Guaratinguetá                    | 3 888   | 57,4 | 1 998  | 29,5 | 883    | 13,0  | 6 769   |
| Iguape                           | 4 354   | 50,8 | 2 110  | 24,6 | 2 106  | 24,5  | 8 570   |
| Itapeva                          | 937     | 26,4 | 461    | 13,0 | 2 138  | 60,4  | 3.536   |
| Itapetininga                     | 5 583   | 60,4 | 922    | 9,9  | 2 724  | 29,5  | 9 229   |
| Itu                              | 2 883   | 36,8 | 3 917  | 50,0 | 1 024  | 13,0  | 7 824   |
| Jacareí                          | 5 174   | 60,6 | 1 665  | 19,5 | 1 688  | 19,7  | 8 527   |
| Jundiaí                          | 2 252   | 38,5 | 2 061  | 35,2 | 1 535  | 26,2  | 5 848   |
| Lorena                           | 4 840   | 56,0 | 2 440  | 28,2 | 1 348  | 15,6  | 8 628   |
| Mogi das Cruzes                  | 6 116   | 58,0 | 1 726  | 16,3 | 2 696  | 25,5  | 10 538  |
| Mogi Mirim                       | 15 349  | 68,5 | 3 841  | 17,1 | 3 196  | 14,2  | 22 386  |
| Nazaré                           | 1 828   | 53,3 | 598    | 17,4 | 998    | 29,1  | 3 424   |
| Parnaíba                         | 3 289   | 46,2 | 1.663  | 23,3 | 2 167  | 30,43 | 7 119   |
| Pindamonhangaba                  | 3 570   | 59,1 | 1 635  | 27,0 | 831    | 13,7  | 6 036   |
| Porto Feliz                      | 3 598   | 36,4 | 5 004  | 50,6 | 1 276  | 12,9  | 9 878   |
| Santos                           | 1 454   | 28,2 | 2 320  | 45,0 | 1 372  | 26,6  | 5 146   |
| São Carlos (Campinas)            | 2 328   | 30,2 | 4 188  | 54,5 | 1 168  | 15,2  | 7.684   |
| São José                         | 2 164   | 68,7 | 317    | 10,0 | 668    | 21,2  | 3.149   |
| São Luiz do Paraitinga           | 2 748   | 63,5 | 1.065  | 24,6 | 508    | 11,7  | 4.321   |
| São Roque                        | 598     | 46,8 | 365    | 28,0 | 340    | 26,0  | 1.303   |
| São Sebastião                    | 2 297   | 49,6 | 1 370  | 29,6 | 959    | 20,73 | 4.626   |
| São Vicente                      | 99      | 13,6 | 230    | 31,7 | 396    | 54,6  | 725     |
| Sorocaba                         | 6 849   | 67,8 | 1 852  | 18,3 | 1 387  | 13,7  | 10 088  |
| Taubaté                          | 7 168   | 68,8 | 1 971  | 18,9 | 1 278  | 12,2  | 10 417  |
| Ubatuba                          | 2 726   | 55,8 | 1 633  | 33,4 | 518    | 10,6  | 4 877   |
| Vila Bela da Princesa            | 1 518   | 45,0 | 1.096  | 32,5 | 756    | 22,4  | 3.370   |
| Total aproximado de la provincia | 116 943 | 52,7 | 60 264 | 27,1 | 44 352 | 20,0  | 221 559 |

Nota: Los datos para los municipios de Atibaia, Conceição de Itanhaém, Constituição, Jacareí, Santos y Ubatuba corresponden al año 1828, mientras que los restantes son para el año 1829.
| Entrada de inmigrantes a la provincia de São Paulo: 1827-1886 | Entrada de inmigrantes a la provincia de São Paulo: 1827-1886 | Entrada de inmigrantes a la provincia de São Paulo: 1827-1886 | Entrada de inmigrantes a la provincia de São Paulo: 1827-1886 | Entrada de inmigrantes a la provincia de São Paulo: 1827-1886 | Entrada de inmigrantes a la provincia de São Paulo: 1827-1886 | Entrada de inmigrantes a la provincia de São Paulo: 1827-1886 | Entrada de inmigrantes a la provincia de São Paulo: 1827-1886 | Entrada de inmigrantes a la provincia de São Paulo: 1827-1886 | Entrada de inmigrantes a la provincia de São Paulo: 1827-1886 | Entrada de inmigrantes a la provincia de São Paulo: 1827-1886 |
| Año                                                           | Inmigrantes                                                   | Año                                                           | Inmigrantes                                                   | Año                                                           | Inmigrantes                                                   | Año                                                           | Inmigrantes                                                   | Año                                                           | Inmigrantes                                                   |                                                               |
| ------------------------------------------------------------- | ------------------------------------------------------------- | ------------------------------------------------------------- | ------------------------------------------------------------- | ------------------------------------------------------------- | ------------------------------------------------------------- | ------------------------------------------------------------- | ------------------------------------------------------------- | ------------------------------------------------------------- | ------------------------------------------------------------- | ------------------------------------------------------------- |
| 1827                                                          | 226                                                           | 1850                                                          | 5                                                             | 1859                                                          | 120                                                           | 1869                                                          | 117                                                           | 1878                                                          | 2 058                                                         |                                                               |
| 1828                                                          | 100                                                           | 1851                                                          | 53                                                            | 1860                                                          | 108                                                           | 1870                                                          | 159                                                           | 1879                                                          | 973                                                           |                                                               |
| 1829                                                          | 29                                                            | 1852                                                          | 976                                                           | 1861                                                          | 218                                                           | 1871                                                          | 83                                                            | 1880                                                          | 613                                                           |                                                               |
| 1836                                                          | 27                                                            | 1853                                                          | 535                                                           | 1862                                                          | 185                                                           | 1872                                                          | 323                                                           | 1881                                                          | 2 705                                                         |                                                               |
| 1837                                                          | 277                                                           | 1854                                                          | 732                                                           | 1863                                                          | 10                                                            | 1873                                                          | 590                                                           | 1882                                                          | 2 743                                                         |                                                               |
| 1840                                                          | 80                                                            | 1855                                                          | 2.125                                                         | 1865                                                          | 1                                                             | 1874                                                          | 120                                                           | 1883                                                          | 4 912                                                         |                                                               |
| 1846                                                          | 18                                                            | 1856                                                          | 926                                                           | 1866                                                          | 144                                                           | 1875                                                          | 3 289                                                         | 1884                                                          | 4 879                                                         |                                                               |
| 1847                                                          | 465                                                           | 1857                                                          | 509                                                           | 1867                                                          | 789                                                           | 1876                                                          | 1.303                                                         | 1885                                                          | 6 500                                                         |                                                               |
| 1849                                                          | 86                                                            | 1858                                                          | 329                                                           | 1868                                                          | 108                                                           | 1877                                                          | 2.832                                                         | 1886                                                          | 9 536                                                         |                                                               |

Como se mencionó antes, el pico de la inmigración en la provincia de São Paulo tuvo lugar al final del Imperio:
| 1887              | 27 323  | 2 704  | 218   | 162   | 1 867 | 32 274  |
| 1888              | 80 749  | 7 757  | 1 465 | 1 112 | 1 003 | 92 086  |
| 1889              | 19 025  | 3 312  | 2 845 | 1 090 | 1 621 | 27 893  |
| Total del trienio | 127 097 | 13 773 | 4 528 | 4 491 | 2 364 | 152 253 |

Había una buena cantidad de indígenas en la provincia, especialmente en las regiones del oeste y noroeste del actual estado. Conforme fueron creados asentamientos en estas regiones, fue necesario pacificar a los indígenas y/o catequizarlos. Existían también aldeas en las regiones de poblamiento más antiguas, aunque muchos de estos pueblos existían sólo de nombre y sus indígenas estaban étnicamente muy mezclados con los blanco, casi inconscientes de su lengua y cultura nativas.
Los asentamientos para el año 1868 fueron los siguientes:
| Asentamiento    | Municipio       | Hombres | Mujeres | Total |
| --------------- | --------------- | ------- | ------- | ----- |
| Itarery         | Iguape          | 17      | 14      | 31    |
| Tijuco-Preto    | Botucatu        | 35      | 40      | 75    |
| Pinheiros       | São Paulo       | 18      | 25      | 43    |
| Escada          | Mogi das Cruzes | 21      | 27      | 48    |
| Queluz          | Queluz          | 33      | 33      | 66    |
| Mboy            | Santo Amaro     | 45      | 42      | 87    |
| S. Miguel       | São Paulo       | 45      | 58      | 103   |
| Itaquaquecetuba | Mogi das Cruzes | 86      | 61      | 147   |
| Total           | –               | 300     | 300     | 600   |

Además de estos ocho, existían las aldeas de Carapicuhyba, Baruery y S. João Baptista, de las cuales no existe información, los dos primeros en la capital y el último en la ciudad de Faxina, contando un total de 11 asentamientos.